# Laura Carbone
Laura Carbone (née le 24 septembre 1986 à Sinsheim) est une compositrice, chanteuse et auteure de chansons germano-italienne.

## Biographie
Laura Carbone étudie l'économie d'entreprise (BWL) et obtient son diplôme en 2008. Elle commence sa carrière musicale en tant que chanteuse du groupe d'electropop Deine Jugend. En 2010, elle sort son premier album Wir sind deine Jugend, suivi en 2013 par l'album Serotonin.
En 2014, elle sort son premier EP et single solo, Stigmatized, et en 2015, son premier album solo, Sirens, tous deux autoproduits. En mars 2016 ainsi qu'en 2017, elle se produit au South by Southwest à Austin, Texas. En juillet 2016, elle monte sur scène à l'Amphi Festival de Cologne. En 2017, elle fait une tournée en Allemagne avec The Jesus and Mary Chain.
En automne 2017, Carbone s'installe à Berlin et trouve en Brodie Myles White (basse/chant) et Jeff Collier (batterie/chant) les premiers membres permanents de son groupe. Ensemble, ils tournent avec le groupe INVSN de Dennis Lyxzen. Au printemps 2018, le groupe tourne avec The Pains of Being Pure at Heart, avant que Jan Sydow ne se détache du groupe. Mark Eric Lewis (guitare/chant) devient membre permanent du groupe et ensemble, ils donnent leur premier concert à la Canadian Music Week à Toronto en mai 2018.
L'album Empty Sea sort en 2018 avec Aporia Records (Toronto) et Duchess Box Records, suivi de concerts au Lollapalooza Berlin, à l'Orange Blossom Special Festival ainsi qu'au Reeperbahn Festival à Hambourg en été 2018. Le groupe effectue sa première tournée européenne commune en janvier 2019.
Le 12 octobre 2019, Laura Carbone et son groupe joueront en direct au WDR Rockpalast. Le groupe termine son année 2019 en tant que première partie du Synästhesie Festival à Berlin en novembre.
En décembre 2020, Carbone publie Laura Carbone - Live at Rockpalast, dont sont issus trois singles classés dans le top 10 des charts alternatifs allemands. Au cours du même hiver et du printemps 2021, Carbone collabore avec Craig Dyer de The Underground Youth sur un EP de quatre chansons de Roy Orbison, In Dreams. Carbone organise son premier Cosmic Dreaming Festival à la Festsaal Kreuzberg de Berlin durant l'été 2021. Son album The Cycle (2024) est produit par le producteur et mixeur Collin Dupuis (Lana Del Rey, The Pretenders), qui vit à Détroit et a déjà remporté un Grammy.
Carbone enseigne le tarot, la théorie des symboles et l'intuition dans une académie médiumnique depuis 2023.

## Discographie

### Albums studio
- 2015 : Sirens
- 2018 : The Flowers Beneath Your Feet avec The Pains of Being Pure at Heart
- 2018 : Empty Sea (Aporia Records)
- 2020 : Live at Rockpalast (Aporia Records, Schubert Music Europe, Atlantic Curve) (album live)
- 2024 : The Cycle (Cosmic Dreaming)

### EP et singles
- 2014 : Stigmatized (EP)
- 2014 : Stigmatized (single)
- 2015 : Heavy Heavy (single)
- 2015 : Exes (single)
- 2017 : Lullaby (single)
- 2017 : Cellophane Skin (single)
- 2018 : Tangerine Tree (single)
- 2020 : Who's Gonna Save You (Live at Rockpalast) (single)
- 2020 : Cellophane Skin (Live at Rockpalast) (single)
- 2021 : Nightride (Live at Rockpalast) (single)
- 2021 : Love Hurts (In Dreams) avec  The Underground Youth (single)
- 2021 : Crying (In Dreams) avec The Underground Youth (single)
- 2023 : Mourning Each Day Away (Cosmic Dreaming) (single)
- 2023 : Horses (Cosmic Dreaming) (single)
- 2023 : Tuesday (Cosmic Dreaming) (single)
- 2024 : The Good (Cosmic Dreaming) (single)

### Collaborations
- 2018 : The Flowers Beneath your Feet avec The Pains of Being Pure at Heart
- 2020 : Winterwonderland avec Olya Dyer, Craig Dyer, André Leo
- 2021 : In Dreams avec The Underground Youth (Future Shock Records / Glitterhouse)

### Chœurs
- 2011 : Casper - XOXO (album)
- 2023 : Swans - The Beggar (album)

### Avec Deine Jugend
- 2010 : Deine Maske (EP, MFM Entertainment (Universal))
- 2010 : Wir sind deine Jugend (MFM Entertainment (Universal))
- 2010 : Mama geht jetzt steil (single)
- 2011 : Vampir (avec D-Bo) (single)
- 2013 : Serotonin (MFM Entertainment (Wolfpack Entertainment))
- 2013 : Serotonin (single)
- 2013 : Serotonin (MFM Entertainment (Wolfpack Entertainment)) (EP)